# 孔內韋西

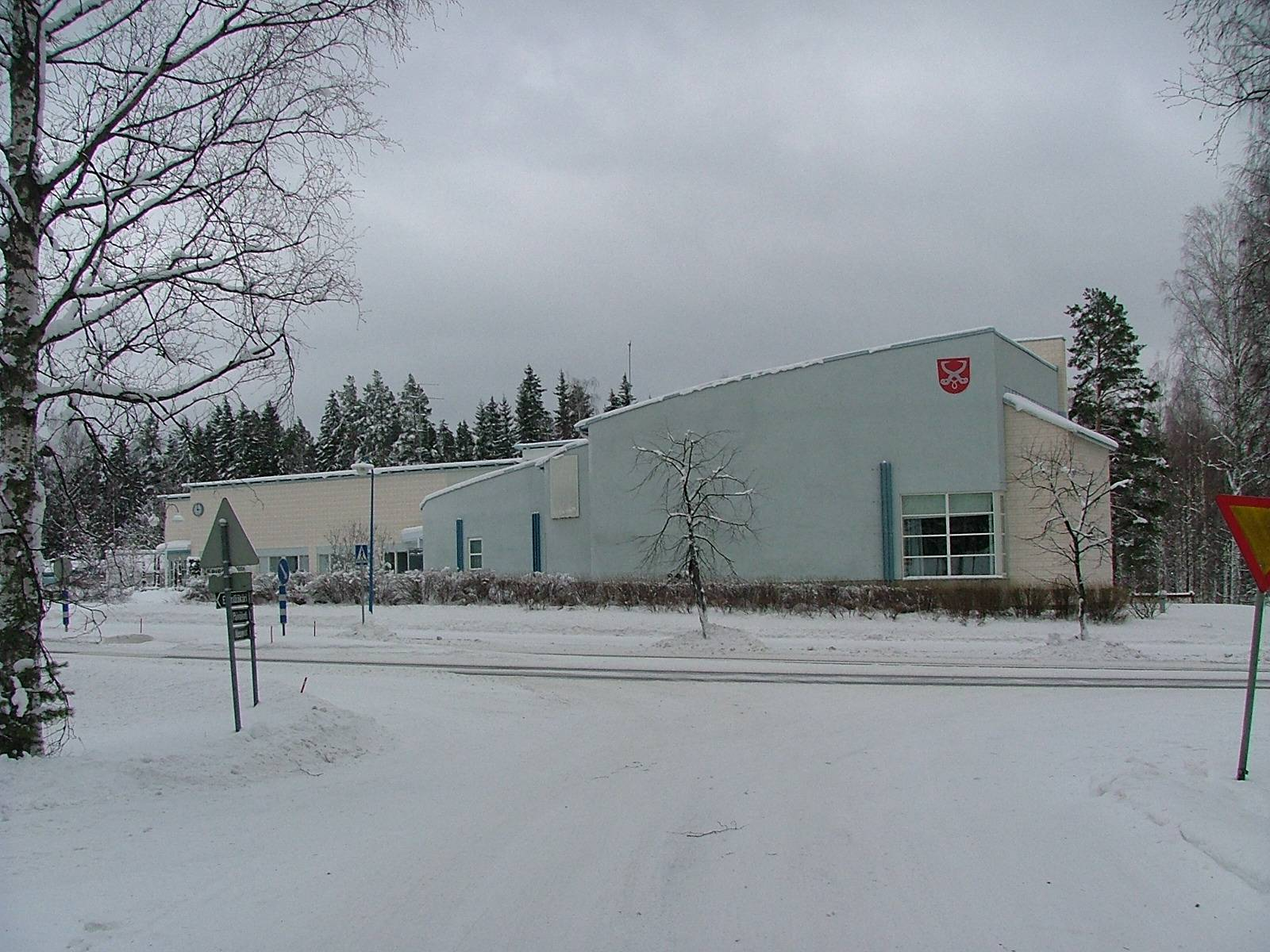

孔內韋西是芬蘭的城鎮，位於該國南部，由中芬蘭區負責管轄，距離于韋斯屈萊60公里，始建於1922年，面積681平方公里，2013年人口2,903，人口密度為每平方公里5.66人。

## 外部連結
- Municipality of Konnevesi （页面存档备份，存于） – Official website （文）